# Украинская трудовая партия
Украи́нская трудова́я па́ртия (укр. Українська трудова партія) — украинская политическая партия, основанная 18 октября 1917 года в Киеве.
Председателем партии был Фёдор Крижанивский, один из основателей Центральной рады Украинской Народной Республики, представлял в Раде и Украинском национальном союзе Украинскую трудовую партию.
Партия стояла на позициях социал-демократии. Была идеологически близка Украинской партии социалистов-революционеров.
Заметной роли в политической жизни Украины не сыграла. В 1925 году влилась в Украинское национально-демократическое объединение.